# Liste der Stolpersteine in Barßel
Die Liste der Stolpersteine in Barßel enthält alle Stolpersteine, die im Rahmen des gleichnamigen Projekts von Gunter Demnig in Barßel verlegt wurden. Mit ihnen soll an Opfer des Nationalsozialismus erinnert werden, die in Barßel lebten und wirkten.
2009 erreichte die Klasse 7b der Realschule Barßel mit der Dokumentation Eine Spurensuche einen Landessieg beim Geschichtswettbewerb des Bundespräsidenten und der Körber-Stiftung Hamburg „Helden verehrt–verkannt–vergessen“.

## Liste der Stolpersteine
| Adresse         | Person(en)     | Inschrift mit Ergänzungen                                                   | Verlegedatum  | Bild                            | Anmerkung |
| --------------- | -------------- | --------------------------------------------------------------------------- | ------------- | ------------------------------- | --------- |
| Hafenstraße 5 · | Alexander Hess | Hier wohnte Alexander Hess Jg. 1872 deportiert 1942 Riga ermordet 18.8.1942 | 16. Juli 2009 | Stolperstein für Alexander Hess |           |